# Richard Andvord (üzletember, 1920–1997)
Richard Andvord (1920. január 18. – 1997. február 3.) norvég üzletember, második világháborús ellenálló.

## Élete
A második világháború előtt a Rich. Andvord nevű családi vállalatnál dolgozott Oslóban, amit Richard Andvord alapított 1865-ben. A cég papír- és egyéb írószerekkel foglalkozott.

### Második világháború
Norvégia 1940-es német megszállását követően aktívan részt vett a norvég ellenállásban. A cég oslói épületének negyedik emeletén hamis személyigazolványok és útlevelek készültek. A kiterjedt kapcsolati hálózatuknak köszönhetően a hamisítók sikeresen tartották a lépést a hatóságok által folyamatosan változtatott hivatalos okiratok papírjainak minőségével és vízjeleivel. Továbbá a hatodik emeleten fegyvereket is rejtegettek.
1942. március 31-én az illegális újságok terjesztésében való részvételéért letartóztatták, majd a német titkosrendőrség Møllergata 19-es szám alatti börtönében tartották fogva április 24-éig. Később a Bærum-ban található Grini koncentrációs táborban raboskodott 1943. január 19-éig. Szabadulása után is folytatta tevékenységét az ellenállás soraiban, részt vett számos szabotázsakcióban és üzemanyagraktárak, irodák, műhelyek és irattárak felrobbantásában. Gyakran dolgozott együtt az ismert szabotőrrel, Per Røed-dal az Aks 13000-csoportban. Andvord legalább egyszer megmentette Røed életét egy rendőrőrs elleni félresikerült akcióban Rådhusgata-ban. A csoport összesen legalább 14 nácit és kollaboránst likvidált.

### A háború után
1985-ben átvette a cég irányítását. A cég fennállásának 125. évfordulója 1990-ben egybeesett 70. születésnapjával. 1951-től 70-ig a Norvég Papírkereskedelmi Szövetség bizottsági tagja 1968 és 71 között elnöke. 1980-ban a szövetség tiszteletbeli tagjává választották.

### Halála
1997. február 3-án hunyt el 77 évesen és az oslói Vår Frelsers-temetőben, családja többi tagja mellé temették el, ahol többek között Richard Andvord (1839–1913) és Richard Andvord (1886–1965) is nyugszik. A családi vállalkozás a mai napig működik, habár 2005-ben Andvord Tybring-Gjedde néven egyesült a C. Tybring-Gjedde vállalattal.

## Fordítás
- Ez a szócikk részben vagy egészben  a   Richard Andvord (born 1920) című angol Wikipédia-szócikk ezen változatának fordításán alapul.  Az eredeti cikk szerkesztőit annak laptörténete sorolja fel. Ez a jelzés csupán a megfogalmazás eredetét és a szerzői jogokat jelzi, nem szolgál a cikkben szereplő információk forrásmegjelöléseként.